# Бигли, Майкл
Майкл Бигли (англ. Michael Begley; 22 сентября 1872, Дублин — 24 августа 1938, Сент-Луис, Миссури) — американский гребец, серебряный призёр летних Олимпийских игр 1904.
На Играх 1904 года в Сент-Луисе Бигли участвовал только в соревнованиях четвёрок без рулевого. Его команда заняла второе место и выиграла серебряные медали.